# Davíð Oddsson

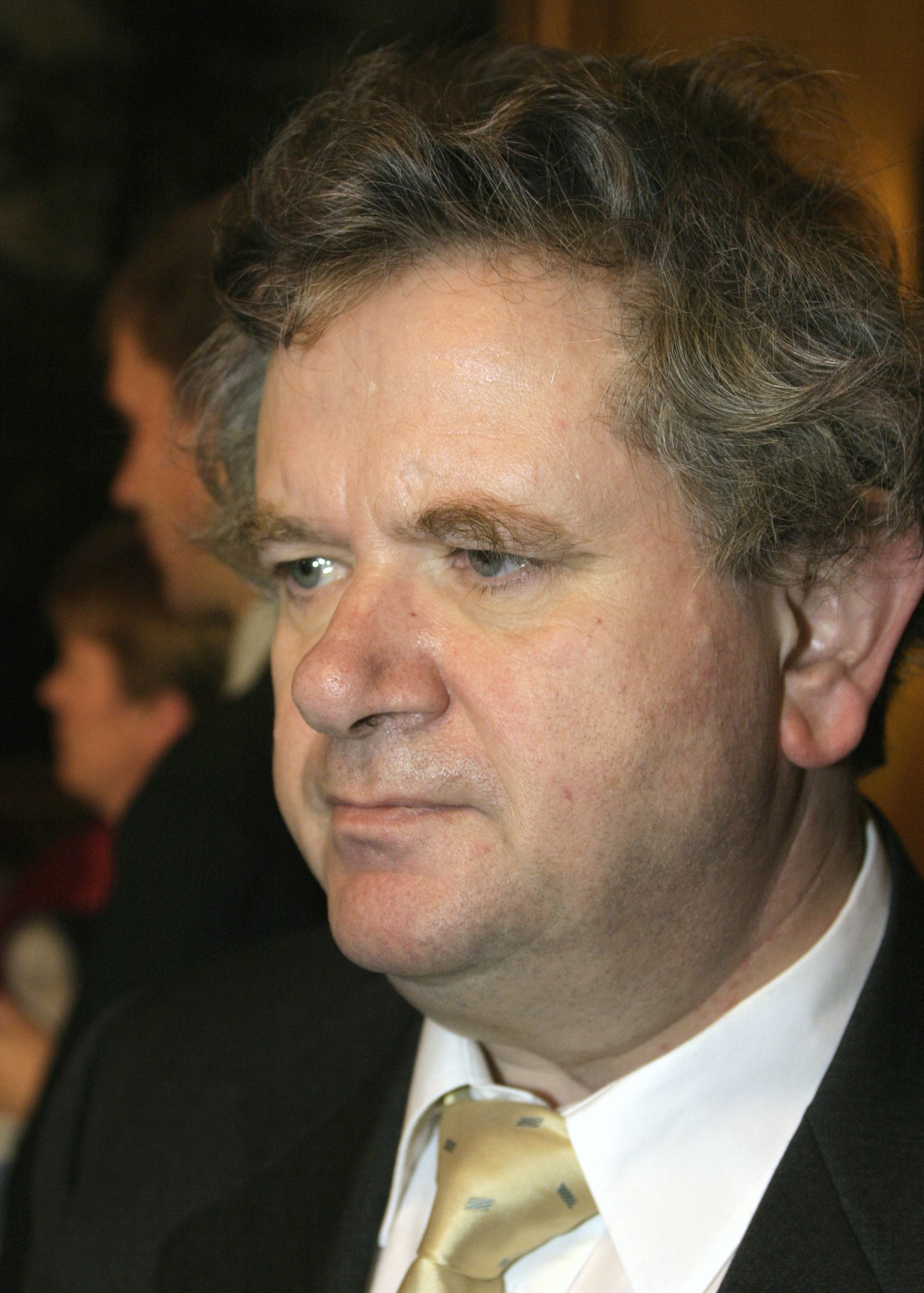
Davíð Oddsson (2003)

Davíð Oddsson (* 17. Januar 1948 in Reykjavík) ist ein isländischer Politiker. Er war von 1991 bis 2004 der 14. isländische Ministerpräsident (forsætisráðherra) seit der Unabhängigkeit am 17. Juni 1944. Von 2005 bis 2009 war er Chef der Isländischen Zentralbank. Seit September 2009 ist er Chefredakteur einer großen isländischen Tageszeitung, Morgunblaðið. Davíð Oddsson gehört der Unabhängigkeitspartei (Sjálfstæðisflokkur) an. Er war ein Kandidat in der Präsidentschaftswahl in Island 2016.

## Leben

### Jugend und frühe politische Tätigkeit
Davíð Oddsson wurde als Sohn eines Arztes und einer Banksekretärin in Reykjavík geboren. Sein Interesse galt zunächst der Schauspielerei; als Gymnasiast besuchte er abends Schauspielkurse und trat in einer Hauptrolle in einer Aufführung von König Ubu auf, die auch am isländischen Fernsehen ausgestrahlt wurde. Während seines Rechtsstudiums von 1970 bis 1976 arbeitete er während zwei Jahren für das Stadttheater von Reykjavík, dem Vorgänger des heutigen Borgarleikhúsið, und produzierte zusammen mit Þórarinn Eldjárn und Hrafn Gunnlaugsson eine humoristische Radiosendung. Von 1973 bis 1974 war er Parlamentskorrespondent für das Morgunblaðið. 1976 erhielt er seinen Abschluss von der Universität Island. Bereits seit 1974 hatte Davíð sich politisch engagiert; so gehörte er seit 1974 als jüngstes Mitglied dem Stadtrat von Reykjavík an. Am 27. Mai 1982 wurde er Bürgermeister von Reykjavík und blieb bis zum 16. Juli 1991 in diesem Amt. Von 1991 bis 2005 war er Abgeordneter des isländischen Parlaments Althing, zunächst für den damaligen Wahlkreis Reykjavík, ab 2003 für den Wahlkreis Reykjavík Nord.

### Ministerpräsident Islands (1991–2004)
Nach der Parlamentswahl in Island 1991, die den Sieg von Davíðs Unabhängigkeitspartei brachte, bildete er eine Koalition mit der Sozialdemokratischen Partei und löste Steingrímur Hermannsson im Amt des isländischen Ministerpräsidenten ab.
Bei der Parlamentswahl in Island 1995 verlor die Unabhängigkeitspartei einen Parlamentssitz, blieb aber dennoch stärkste Partei; Davíð entschloss sich daraufhin, die Zusammenarbeit mit der Sozialdemokratischen Partei, die drei Sitze bei der Wahl verloren hatte, zu beenden und eine Regierung mit der erstarkten Fortschrittspartei zu bilden.
Ab den 1990er Jahren setzte sich Davíð Oddsson für die Wiederaufnahme des Verfahrens im Fall Guðmundur und Geirfinnur ein und unterstützte den Hauptangeklagten Sævar Ciesielski auch finanziell. In einer Rede im Alþingi im Jahr 1998 kritisierte er die Untersuchung und Verfolgung des Falles heftig, nachdem der Hæstiréttur, der Oberste Gerichtshof Islands, entschieden hatte, dass er den Fall nicht erneut verhandeln werde.
Nach der Parlamentswahl in Island 1999, die die Unabhängigkeitspartei gestärkt hervorgehen ließ, führte Davíð diese Koalition weiter.
Nach dem Rücktritt von Þorsteinn Pálsson als Fischereiminister übernahm Davíð dieses Ressort kurzzeitig zwischen dem 11. Mai 1999 und dem 28. Mai 1999.
Nach seiner Wiederwahl im Jahre 2003, die deutliche Verluste für Davíðs Partei einbrachte, wurde ausgehandelt, dass er im Herbst 2004 sein Amt an seinen Stellvertreter Halldór Ásgrímsson des Koalitionspartners der Fortschrittspartei (Framsóknarflokkurinn) abgibt.
Gegen Ende seiner Amtszeit geriet er in politische Schwierigkeiten. Erstmals in der Geschichte Islands verweigerte der Staatspräsident Ólafur Ragnar Grímsson seine Unterschrift unter ein Gesetz, das mit der Mehrheit der Koalition des Ministerpräsidenten verabschiedet worden war. Auch seine Gesundheit macht ihm zu schaffen, so dass er sich zwei großen Operationen unterziehen musste. Am 15. September 2004 wechselte er in das Amt des Außenministers. Am 7. September 2005 gab Davíð bekannt, seine politischen Ämter aufgeben und an die Spitze der Isländischen Zentralbank wechseln zu wollen. Sein Nachfolger im Außenministeramt, als Parteivorsitzender und schließlich als Ministerpräsident wurde Geir Haarde.

### Zentralbankchef
Als Zentralbankchef geriet Davíð Oddsson während der Finanzkrise im Jahr 2008 in die Kritik, nachdem sich der Wert der isländischen Krone innerhalb weniger Tage im Oktober 2008 mehr als halbiert hatte und Island am Rande des Staatsbankrotts stand. Auf mehreren Demonstrationen wurde sein Rücktritt sowie der des Regierungschefs Geir Haarde gefordert. Die neue Premierministerin Jóhanna Sigurðardóttir forderte Davíð am 2. Februar 2009, einen Tag nach ihrem Amtsantritt, ebenfalls zum Rücktritt auf. Da sich dieser jedoch weigerte, sah sich die neue Regierung veranlasst, die Gesetze zur Zentralbank zu ändern, um Davíð aus dem Amt zu entfernen: So wurde unter anderem die Zahl der „Gouverneure“ von drei auf einen plus Stellvertreter begrenzt, und der Bankchef muss künftig einen wirtschaftswissenschaftlichen Universitätsabschluss vorweisen können. Am 26. Februar 2009 konnte Davíð seines Amtes enthoben werden, um am Folgetag den norwegischen Wirtschaftswissenschaftler Svein Harald Øygard als Zentralbankchef einzusetzen.

### Präsidentschaftskandidatur
Anfang Mai 2016 gab Davíð Oddsson bekannt, als Kandidat zur Präsidentschaftswahl anzutreten. In Umfragen im Vorfeld der Wahl lag er lange – mit deutlichem Abstand – auf dem zweiten Platz nach dem Historiker Guðni Th. Jóhannesson, stand in den Wahlresultaten jedoch letztlich nur an vierter Stelle nach dem Wahlsieger Guðni, der Unternehmerin Halla Tómasdóttir und dem Schriftsteller Andri Snær Magnason.

## Autor
Neben seiner politischen Arbeit hat Davíð Bühnenstücke, Gedichte und Kurzgeschichten geschrieben. So zum Beispiel das Buch Nokkrir góðir dagar án Guðnýjar 1996. Es ist 2001 in deutscher Übersetzung als Schöne Tage ohne Gudny erschienen. Seine Kurzgeschichte Glæpur skekkur húsnæðisstofnun wurde 2003 von Hrafn Gunnlaugsson unter dem Titel Opinberun Hannesar verfilmt.

## Veröffentlichungen
- Nokkrir góðir dagar án Guðnýjar, Kurzgeschichten, 1996 (deutsch: Schöne Tage ohne Gudny, Steidl, 2001, ISBN 3-88243-784-7)